# Kungens jultal
Kungens jultal är ett tal av Sveriges regent, som framförs årligen på juldagens förmiddag (den 25 december) i svensk radio, i kanalen Sveriges Radio P1, med repris på kvällen i samma kanal och sedan även i TV på SVT1. Talet riktar sig till svenskar i hemlandet och utomlands och är en summering av det gångna året och ett framåtblickande mot nästa år.
Denna taltradition grundades redan i radions barndom, närmare bestämt 1927. Sveriges Radio (dåvarande Radiotjänst) började sina officiella sändningar den 1 januari 1925 och redan 1927 började man på juldagen sända ett ”Program för svenskar i utlandet”. Detta var ett långt program på nästan tre timmar, men i programmet hade man lagt in en kvartslång ”hälsning till landsmän i utlandet” och talet hölls av dåvarande ärkebiskop Nathan Söderblom. Detta långa program fortsatte man sedan med under flera år och alltid med ett tal till svenskar i utlandet, av olika talare. Första gången en kunglighet höll talet var 1931, då dåvarande kronprins Gustaf (VI) Adolf höll det. Programmet blev med åren allt kortare och reducerades till att enbart vara talet till utlandssvenskar. Under 1950-talet började det bli allt vanligare att talet hölls av kungen (då Gustaf VI Adolf) och 1957 sändes det för första gången också i TV. Enda gången talet har hållits av en kvinna var 1961, då det hölls av Alva Myrdal. Under 1950- och 1960-talen sändes det då och då i TV innan det 1972 blev standard att det sändes enbart i radio. Detta år hölls talet av dåvarande kronprinsen Carl (XVI) Gustaf, som från och med året därpå blev kung. Han har sedan hållit ett jultal varje år, som alltid har sänts i P1. Från och med 2007 återupptogs traditionen att även sända talet i TV.

## Jultalen
Här följer en tabell över de olika talen.
| År   | Programnamn                                                              | Kanal                       | Start                       | Slut                        | Talhållare                          | Anmärkning |
| ---- | ------------------------------------------------------------------------ | --------------------------- | --------------------------- | --------------------------- | ----------------------------------- | --- |
| 1927 | Program för svenskar i utlandet                                          | Radio                       | 21.40                       | 00.30                       | Ärkebiskop Nathan Söderblom         | Talet hölls 21.50–22.05. |
| 1928 | För svenskar i utlandet                                                  | Radio                       | 21.45                       | 23.00                       | Utrikesminister Ernst Trygger       | |
| 1929 | Program för svenskar i utlandet                                          | Radio                       | 20.15                       | 23.00                       | Filosofie doktor Torsten Fogelqvist | |
| 1930 | Program för utlandssvenskar                                              | Radio                       | 21.30                       | 23.00                       | Statsminister Carl Gustaf Ekman     | |
| 1931 | Program för svenskar i utlandet                                          | Radio                       | 20.35                       | 21.50                       | Kronprins Gustaf Adolf              | |
| 1932 | Till svenskar i utlandet                                                 | Radio                       | 20.40                       | 21.45                       | Författaren Sigfrid Siewertz        | Talet kallades ”En hälsning från den svenska vintern”. |
| 1933 | Till svenskar i utlandet                                                 | Radio                       | 19.25                       | 23.00                       | Ecklesiastikminister Arthur Engberg | |
| 1934 | Till svenskar i utlandet                                                 | Radio                       | 20.00                       | 21.45                       | Professor Tor Andræ                 | |
| 1935 | Program för svenskar i utlandet                                          | Radio                       | 19.30                       | 20.15                       | Professor Fredrik Böök              | |
| 1936 | Inget utlandsprogram sändes                                              | Inget utlandsprogram sändes | Inget utlandsprogram sändes | Inget utlandsprogram sändes | Inget utlandsprogram sändes         | Inget utlandsprogram sändes |
| 1937 | Hälsning till svenskar i utlandet                                        | Radio                       | 19.30                       | 21.50                       | Författaren Anders Österling        | |
| 1938 | Till svenskar i utlandet                                                 | Radio                       | 19.30                       | 22.00                       | Prins Wilhelm                       | Talet hölls vid programmets början, 19.30–19.40. |
| 1939 | Program för svenskar i utlandet                                          | Radio                       | 20.30                       | 22.10                       | –                                   | Här omnämns inget om något tal. |
| 1940 | Till svenskar i främmande land                                           | Radio                       | 19.15                       | 21.00                       | Ecklesiastikminister Gösta Bagge    | |
| 1941 | Till svenskar i främmande land                                           | Radio                       | 19.15                       | 20.00                       | Statsminister Per Albin Hansson     | |
| 1942 | Till svenskar i främmande land                                           | Radio                       | 19.15                       | 20.00                       | Ärkebiskop Erling Eidem             | |
| 1943 | Hemma i Sverige                                                          | Radio                       | 19.15                       | 20.00                       | –                                   | Programmet har beskrivningen ”Ett program till våra landsmän därute”, men inget tal omnämns. |
| 1944 | Gustaf Hellström talar till utlandssvenskarna                            | Radio                       | 19.35                       | 19.50                       | Författaren Gustaf Hellström        | |
| 1945 | Folke Bernadotte talar till utlandssvenskarna                            | Radio                       | 19.15                       | 19.30                       | Diplomaten Folke Bernadotte         | |
| 1946 | Tal till utlandssvenskarna                                               | Radio                       | 19.15                       | 19.30                       | Statsminister Tage Erlander         | |
| 1947 | Tal till utlandssvenskarna                                               | Radio                       | 19.15                       | 19.30                       | Statsrådet Axel Gjöres              | |
| 1948 | Tal till utlandssvenskarna                                               | Radio                       | 19.15                       | 19.30                       | Professor Einar Löfstedt            | |
| 1949 | Tal till utlandssvenskarna                                               | Radio                       | 19.45                       | 20.00                       | Litteraturhistorikern Elof Ehnmark  | Talet sändes från Luleå. |
| 1950 | Tal till utlandssvenskarna                                               | Radio                       | 19.15                       | 19.30                       | Ärkebiskop Yngve Brilioth           | Talet sändes från Uppsala. |
| 1951 | Konungen talar till utlandssvenskarna                                    | Radio                       | 19.15                       | 19.30                       | Kung Gustaf VI Adolf                | |
| 1952 | Tal till utlandssvenskarna                                               | Radio                       | 19.15                       | 19.35                       | Landshövding Thorwald Bergquist     | Talet sändes från Växjö. |
| 1953 | Tal till utlandssvenskarna                                               | Radio                       | 19.15                       | 19.30                       | Förre landshövdingen Erik Nylander  | |
| 1954 | Tal till utlandssvenskarna                                               | Radio                       | 19.15                       | 19.30                       | Professor Gunnar Heckscher          | |
| 1955 | Tal till utlandssvenskarna                                               | Radio                       | 19.15                       | 19.30                       | Prins Bertil                        | |
| 1956 | Konungen                                                                 | P1                          | 19.15                       | 19.30                       | Kung Gustaf VI Adolf                | Programmet hade beskrivningen ”talar till utlandssvenskarna”, så tillsammans blev programrubrik och beskrivning alltså meningen ”Konungen talar till utlandssvenskarna”.                                                                            |
| 1957 | H.M. Konungen talar                                                      | P1                          | 20.00                       | 20.15                       | Kung Gustaf VI Adolf                | Programmet hade beskrivningen ”till svenskar hemma och utomlands”, så tillsammans blev programrubrik och beskrivning alltså meningen ”H.M. Konungen till svenskar hemma och utomlands”. Som synes hade talet olika längd i radio- och TV-tablåerna. |
| 1957 | H.M. Konungen talar                                                      | TV                          | 20.00                       | 20.10                       | Kung Gustaf VI Adolf                | Programmet hade beskrivningen ”till svenskar hemma och utomlands”, så tillsammans blev programrubrik och beskrivning alltså meningen ”H.M. Konungen till svenskar hemma och utomlands”. Som synes hade talet olika längd i radio- och TV-tablåerna. |
| 1958 | Statsminister Tage Erlander talar till utlandssvenskarna                 | P1                          | 19.15                       | 19.30                       | Statsminister Tage Erlander         | |
| 1959 | Tal till utlandssvenskarna                                               | P1                          | 19.15                       | 19.30                       | Professor Hans W:son Ahlmann        | |
| 1960 | H.M. Konungen talar                                                      | P1                          | 18.45                       | 19.00                       | Kung Gustaf VI Adolf                | |
| 1960 | H.M. Konungen talar                                                      | P2                          | 18.45                       | 19.00                       | Kung Gustaf VI Adolf                | |
| 1960 | H.M. Konungen talar                                                      | TV                          | 18.45                       | 19.00                       | Kung Gustaf VI Adolf                | |
| 1961 | Tal till utlandssvenskarna                                               | P1                          | 18.45                       | 19.00                       | Diplomaten Alva Myrdal              | |
| 1961 | Tal till utlandssvenskarna                                               | P2                          | 18.45                       | 19.00                       | Diplomaten Alva Myrdal              | |
| 1962 | Tal till utlandssvenskarna                                               | P1                          | 18.45                       | 19.00                       | Ambassadör Gunnar Hägglöf           | |
| 1962 | Tal till utlandssvenskarna                                               | P2                          | 18.45                       | 19.00                       | Ambassadör Gunnar Hägglöf           | |
| 1963 | Tal till utlandssvenskarna                                               | P1                          | 18.45                       | 19.00                       | Utrikesminister Torsten Nilsson     | |
| 1963 | Tal till utlandssvenskarna                                               | P2                          | 18.45                       | 19.00                       | Utrikesminister Torsten Nilsson     | |
| 1964 | Talet till utlandssvenskarna                                             | P1                          | 19.30                       | 19.45                       | Kung Gustaf VI Adolf                | I TV-tablån hade programmet beskrivningen ”talar till svenskar hemma och i utlandet”, så tillsammans med rubriken blev det alltså en hel mening. |
| 1964 | Tal till utlandssvenskarna                                               | P2                          | 19.30                       | 19.45                       | Kung Gustaf VI Adolf                | I TV-tablån hade programmet beskrivningen ”talar till svenskar hemma och i utlandet”, så tillsammans med rubriken blev det alltså en hel mening. |
| 1964 | Kung Gustaf Adolf                                                        | TV                          | 19.30                       | 19.45                       | Kung Gustaf VI Adolf                | I TV-tablån hade programmet beskrivningen ”talar till svenskar hemma och i utlandet”, så tillsammans med rubriken blev det alltså en hel mening. |
| 1965 | Vi och utlänningarna                                                     | P1                          | 18.35                       | 18.50                       | Statsrådet Olof Palme               | Efter flera års samsändning mellan olika radiokanaler och även med TV sändes talet som synes detta år enbart i P1. |
| 1966 | Kungen Gustaf VI Adolf talar                                             | P1                          | 19.10                       | 19.30                       | Kung Gustaf VI Adolf                | Programmet hade beskrivningen ”till svenskar hemma och i utlandet”, så tillsammans med programnamnet bildade den alltså en hel mening. Som synes var det också olika längd i radio och TV.                                                          |
| 1966 | Kungen Gustaf VI Adolf talar                                             | TV                          | 19.10                       | 19.25                       | Kung Gustaf VI Adolf                | Programmet hade beskrivningen ”till svenskar hemma och i utlandet”, så tillsammans med programnamnet bildade den alltså en hel mening. Som synes var det också olika längd i radio och TV.                                                          |
| 1967 | Att överskrida gränser                                                   | P1                          | 18.40                       | 19.00                       | Landshövding Gunnar Helén           | Talet sändes från Växjö. |
| 1968 | Tal till utlandssvenskarna                                               | P1                          | 18.45                       | 19.00                       | Utrikesminister Torsten Nilsson     | |
| 1969 | Konung Gustaf VI Adolf                                                   | P1                          | 19.45                       | 20.00                       | Kung Gustaf VI Adolf                | |
| 1969 | Konung Gustaf VI Adolf                                                   | TV1                         | 19.45                       | 20.00                       | Kung Gustaf VI Adolf                | |
| 1969 | Konung Gustaf VI Adolf                                                   | TV2                         | 19.45                       | 20.00                       | Kung Gustaf VI Adolf                | |
| 1970 | Utlandssvenskarna                                                        | P1                          | 18.35                       | 18.50                       | Ambassadör Sverker Åström           | |
| 1971 | Inget tal sändes.                                                        | Inget tal sändes.           | Inget tal sändes.           | Inget tal sändes.           | Inget tal sändes.                   | Inget tal sändes. |
| 1972 | H.K.H. Kronprins Carl Gustaf                                             | P1                          | 18.35                       | 18.45                       | Kronprins Carl (XVI) Gustaf         | Beskrivningen var ”talar till svenskar hemma och i utlandet”, så tillsammans med programnamnet bildade den alltså en hel mening. |
| 1973 | Konung Carl XVI Gustaf talar till svenskar hemma och i utlandet          | P1                          | 18.35                       | 18.45                       | Kung Carl XVI Gustaf                | Denna gång var alltså programnamnet hela meningen. |
| 1974 | Nyheter. Konung Carl XVI Gustaf talar till svenskar hemma och i utlandet | P1                          | 18.30                       | 18.45                       | Kung Carl XVI Gustaf                | Här var som synes nyheterna och talet sammanställda i samma programpunkt, även om talet i praktiken sändes efter nyheterna. |
| 1975 | Konung Carl XVI Gustaf                                                   | P1                          | 18.35                       | 18.45                       | Kung Carl XVI Gustaf                | Denna gång bildade programnamnet en hel mening med den efterföljande beskrivningen ”talar till svenskar hemma och i utlandet”. Så skulle det komma att förbli med några små varianter.                                                              |
| 1976 | Konung Carl XVI Gustaf                                                   | P1                          | 18.10                       | 18.25                       | Kung Carl XVI Gustaf                | |
| 1977 | Konung Carl XVI Gustaf                                                   | P1                          | 18.05                       | 18.20                       | Kung Carl XVI Gustaf                | |
| 1978 | Konung Carl XVI Gustaf                                                   | P1                          | 18.10                       | 18.25                       | Kung Carl XVI Gustaf                | |
| 1979 | Konung Carl XVI Gustaf                                                   | P1                          | 18.05                       | 18.30                       | Kung Carl XVI Gustaf                | Programmet var denna gång lite längre, eftersom efterföljande musik var insatt i samma programpunkt som talet. |
| 1980 | Konung Carl XVI Gustaf                                                   | P1                          | 18.05                       | 18.30                       | Kung Carl XVI Gustaf                | |
| 1981 | Konung Carl XVI Gustaf                                                   | P1                          | 18.05                       | 18.20                       | Kung Carl XVI Gustaf                | |
| 1982 | Konung Carl XVI Gustaf                                                   | P1                          | 18.05                       | 18.20                       | Kung Carl XVI Gustaf                | |
| 1983 | Konung Carl XVI Gustaf                                                   | P1                          | 18.05                       | 18.30                       | Kung Carl XVI Gustaf                | |
| 1984 | Konung Carl XVI Gustaf                                                   | P1                          | 18.05                       | 18.20                       | Kung Carl XVI Gustaf                | |
| 1985 | Konung Carl XVI Gustaf                                                   | P1                          | 18.05                       | 18.30                       | Kung Carl XVI Gustaf                | |
| 1986 | Konung Carl XVI Gustaf talar till svenskar hemma och i utlandet          | P1                          | 18.05                       | 18.20                       | Kung Carl XVI Gustaf                | Här var programrubriken som synes hela meningen |
| 1987 | Konung Carl XVI Gustaf                                                   | P1                          | 18.05                       | 18.25                       | Kung Carl XVI Gustaf                | |
| 1988 | Konung Carl XVI Gustaf                                                   | P1                          | 18.05                       | 18.25                       | Kung Carl XVI Gustaf                | |
| 1989 | Konung Carl XVI Gustaf                                                   | P1                          | 18.35                       | 19.00                       | Kung Carl XVI Gustaf                | |
| 1990 | Konung Carl XVI Gustaf                                                   | P1                          | 18.35                       | 19.00                       | Kung Carl XVI Gustaf                | |
| 1991 | Konung Carl XVI Gustaf                                                   | P1                          | 18.35                       | 19.00                       | Kung Carl XVI Gustaf                | |
| 1992 | Konung Carl XVI Gustaf                                                   | P1                          | 18.05                       | 18.25                       | Kung Carl XVI Gustaf                | |
| 1993 | Konung Carl XVI Gustaf                                                   | P1                          | 16.25                       | 16.45                       | Kung Carl XVI Gustaf                | Denna gång sändes talet som synes två timmar tidigare än vanligt. |
| 1994 | Konung Carl XVI Gustaf                                                   | P1                          | 16.20                       | 16.45                       | Kung Carl XVI Gustaf                | |
| 1995 | Konung Carl XVI Gustaf                                                   | P1                          | 12.10                       | 12.30                       | Kung Carl XVI Gustaf                | Denna gång var talet som synes tidigarelagt med ytterligare några timmar. |
| 1996 | Konung Carl XVI Gustaf                                                   | P1                          | 12.40                       | 13.00                       | Kung Carl XVI Gustaf                | |
| 1997 | Konung Carl XVI Gustaf                                                   | P1                          | 12.40                       | 12.55                       | Kung Carl XVI Gustaf                | Från och med detta år började talet också sändas i repris i P1 klockan 18.00. |
| 1998 | Konung Carl XVI Gustaf                                                   | P1                          | 12.40                       | 12.55                       | Kung Carl XVI Gustaf                | |
| 1999 | Konung Carl XVI Gustaf                                                   | P1                          | 12.40                       | 12.55                       | Kung Carl XVI Gustaf                | |
| 2000 | Konung Carl XVI Gustaf                                                   | P1                          | 12.40                       | 12.55                       | Kung Carl XVI Gustaf                | |
| 2001 | Konung Carl XVI Gustaf                                                   | P1                          | 12.40                       | 12.55                       | Kung Carl XVI Gustaf                | |
| 2002 | Konung Carl XVI Gustaf                                                   | P1                          | 12.40                       | 12.55                       | Kung Carl XVI Gustaf                | |
| 2003 | Konung Carl XVI Gustaf                                                   | P1                          | 12.40                       | 12.55                       | Kung Carl XVI Gustaf                | |
| 2004 | Konung Carl XVI Gustaf                                                   | P1                          | 12.40                       | 12.55                       | Kung Carl XVI Gustaf                | |
| 2005 | Konung Carl Gustaf håller sitt traditionella jultal                      | P1                          | 12.40                       | 12.55                       | Kung Carl XVI Gustaf                | |
| 2006 | Konung Carl Gustaf håller sitt traditionella jultal                      | P1                          | 12.40                       | 13.00                       | Kung Carl XVI Gustaf                | |
| 2007 | Konung Carl Gustaf håller sitt traditionsenliga jultal                   | P1                          | 12.40                       | 13.00                       | Kung Carl XVI Gustaf                | Från och med nu började talet återigen sändas i TV, dock inte samtidigt med radion. |
| 2007 | H.M. Konungens jultal                                                    | SVT1                        | 19.45                       | 20.00                       | Kung Carl XVI Gustaf                | Från och med nu började talet återigen sändas i TV, dock inte samtidigt med radion. |
| 2008 | Konung Carl Gustaf håller sitt traditionella jultal                      | P1                          | 12.40                       | 12.55                       | Kung Carl XVI Gustaf                | |
| 2008 | H.M. Konungens jultal                                                    | SVT1                        | 19.45                       | 20.00                       | Kung Carl XVI Gustaf                | |
| 2009 | Konung Carl Gustaf håller sitt traditionella jultal                      | P1                          | 12.40                       | 12.55                       | Kung Carl XVI Gustaf                | |
| 2009 | H.M. Konungens jultal                                                    | SVT1                        | 19.45                       | 20.00                       | Kung Carl XVI Gustaf                | |
| 2010 | Konung Carl Gustaf håller sitt traditionella jultal                      | P1                          | 12.40                       | 12.55                       | Kung Carl XVI Gustaf                | |
| 2010 | H.M. Konungens jultal                                                    | SVT1                        | 19.45                       | 20.00                       | Kung Carl XVI Gustaf                | |
| 2011 | Kung Carl XVI Gustafs traditionella jultal                               | P1                          | 12.40                       | 12.55                       | Kung Carl XVI Gustaf                | |
| 2011 | H.M. Konungens jultal                                                    | SVT1                        | 19.45                       | 20.00                       | Kung Carl XVI Gustaf                | |
| 2012 | Kung Carl XVI Gustafs traditionella jultal                               | P1                          | 12.40                       | 12.55                       | Kung Carl XVI Gustaf                | |
| 2012 | H.M. Konungens jultal                                                    | SVT1                        | 19.45                       | 20.00                       | Kung Carl XVI Gustaf                | |
| 2013 | Kung Carl XVI Gustafs traditionella jultal                               | P1                          | 12.40                       | 12.55                       | Kung Carl XVI Gustaf                | |
| 2013 | H.M. Konungens jultal                                                    | SVT1                        | 19.45                       | 20.00                       | Kung Carl XVI Gustaf                | |
| 2014 | Kung Carl XVI Gustafs traditionella jultal                               | P1                          | 12.40                       | 12.55                       | Kung Carl XVI Gustaf                | |
| 2014 | H.M. Konungens jultal                                                    | SVT1                        | 19.45                       | 20.00                       | Kung Carl XVI Gustaf                | |
| 2015 | Kung Carl XVI Gustafs traditionella jultal                               | P1                          | 12.40                       | 12.55                       | Kung Carl XVI Gustaf                | |
| 2015 | Konungens jultal 2015                                                    | SVT1                        | 19.45                       | 20.00                       | Kung Carl XVI Gustaf                | |
| 2016 | Kung Carl XVI Gustafs traditionella jultal                               | P1                          | 12.40                       | 12.55                       | Kung Carl XVI Gustaf                | |
| 2016 | H.M. Konungens jultal                                                    | SVT1                        | 19.45                       | 20.00                       | Kung Carl XVI Gustaf                | |
| 2017 | Kung Carl XVI Gustafs traditionella jultal                               | P1                          | 12.40                       | 12.55                       | Kung Carl XVI Gustaf                | |
| 2017 | H.M. Konungens jultal                                                    | SVT1                        | 19.45                       | 20.00                       | Kung Carl XVI Gustaf                | |
| 2018 | Kungens jultal                                                           | P1                          | 12.40                       | 12.55                       | Kung Carl XVI Gustaf                | |
| 2018 | H.M. Konungens jultal                                                    | SVT1                        | 19.45                       | 20.00                       | Kung Carl XVI Gustaf                | |
| 2019 | Kungens jultal 2019                                                      | P1                          | 12.40                       | 12.55                       | Kung Carl XVI Gustaf                | |
| 2019 | H.M. Konungens jultal 2019                                               | SVT1                        | 19.45                       | 19.55                       | Kung Carl XVI Gustaf                | |
| 2020 | H.M. Konungens jultal 2020                                               | P1                          | 12.40                       | 12.55                       | Kung Carl XVI Gustaf                | |
| 2020 | H.M. Konungens jultal                                                    | SVT1                        | 19.45                       | 19.55                       | Kung Carl XVI Gustaf                | |

### Fotnoter
1. ↑  1927–1935: Tidningen ”Radiolyssnaren”
2. ↑  1936–1993: Tidningen ”Röster i Radio-TV”
3. ↑  1994–: Svensk Mediedatabas (smdb.kb.se)